# Pseudostenaspis
Pseudostenaspis is een kevergeslacht uit de familie van de boktorren (Cerambycidae). De wetenschappelijke naam van het geslacht werd voor het eerst geldig gepubliceerd in 1932 door Melzer.

## Soorten
Pseudostenaspis is monotypisch en omvat slechts de volgende soort:
- Pseudostenaspis hermanni Melzer, 1932